# Куба на Светском првенству у атлетици на отвореном 2019.
Куба је на 17. Светском првенству у атлетици на отвореном 2019. одржаном у Дохи од 27. септембра до 6. октобра учествовала седамнаести пут, односно учествовала је на свим првенствима до данас. Репрезентацију Кубе је представљало 17 такмичара (8 мушкараца и 9 жена) који су се такмичили у 13 (6 мушких и 7 женских) дисциплина.,
На овом првенству Куба је по броју освојених медаља делила 13. место са 3 освојене медаље (1 златну, 1 сребрну и 1 бронзану). У табели успешности према броју и пласману такмичара који су учествовали у финалним такмичењима (првих 8 такмичара) Куба је са 6 учесника у финалу делила 12 место са 30 бодова.
| Плас. | Земља | 1. место | 2. место | 3. место | 4. место | 5. место | 6. место | 7. место | 8. место | Бр. финал. | Бод. |
| ----- | ----- | -------- | -------- | -------- | -------- | -------- | -------- | -------- | -------- | ---------- | ---- |
| =13.  | Куба  | 1        | 1        | 1        | 0        | 2        | 0        | 0        | 1        | 6          | 30   |

## Учесници
| Мушкарци: - Рернијер Мена — 200 м - Роџер Ирибарн — 110 м препоне - Луис Енрике Зајас — Скок увис - Хуан Мигуел Ечеварија — Скок удаљ - Кристијан Наполес — Троскок - Јордан Алејандро Диаз Фортун — Троскок - Анди Дијаз — Троскок - Хорхе Фернандез — Бацање диска | Жене: - Роксана Гомез — 400 м, 4 х 400 м - Росе Мари Алманза — 800 м, 4 х 400 м - Зуриан Ечавариа — 400 м препоне, 4 х 400 м - Јарислеј Силва — Скок мотком - Адријана Родригез — Скок удаљ, 4 х 400 м - Liadagmis Povea — Троскок - Јаиме Перез — Бацање диска - Денија Кабаљеро — Бацање диска - Мелани дел Пилар Матхеус — Бацање диска |  |

## Освајачи медаља (3)

### злато (1)
- Јаиме Перез — Бацање диска

### сребро (1)
- Денија Кабаљеро — Бацање диска

### бронза (1)
- Хуан Мигуел Ечеварија — Скок удаљ

## Резултати

### Мушкарци
| Атлетичар                    | Дисциплина    | Лични рекорд | Квалификације | Квалификације | Полуфинале            | Полуфинале           | Финале               | Финале       | Детаљи |
| Атлетичар                    | Дисциплина    | Лични рекорд | Резултат      | Место         | Резултат              | Место                | Резултат             | Место        | Детаљи |
| ---------------------------- | ------------- | ------------ | ------------- | ------------- | --------------------- | -------------------- | -------------------- | ------------ | ------ |
| Рернијер Мена                | 200 м         | 20,26        | 20,52 КВ      | 3. у гр. 4    | 20,61 (.607)          | 7. у гр. 3           | Није се квалификовао | 20 / 50 (53) |        |
| Рохер Ирибарне               | 110 м препоне | 13,39        | 14,37         | 5. у гр. 4    | Није се квалификовао  | Није се квалификовао | Није се квалификовао | 34 / 36 (41) |        |
| Луис Енрике Зајас            | Скок увис     | 2,30         | 2,29 кв       | 4. у гр. А    |                       |                      | 2,30 ЛР              | 5 / 31 (32)  |        |
| Хуан Мигуел Ечеварија        | Скок удаљ     | 8,68         | 8,40 КВ       | 1. у гр. А    | 8,34                  |                      |                      |              |        |
| Кристијан Наполес            | Троскок       | 17,34        | 16,93 кв      | 3. у гр. Б    | 17,38 ЛР              | 5 / 33               |                      |              |        |
| Јордан Алејандро Диаз Фортун | Троскок       | 17,49        | 16,88 кв      | 6. у гр. А    | 17,06                 | 8 / 33               |                      |              |        |
| Анди Дијаз                   | Троскок       | 17,40        | 16,41         | 13. у гр. А   | Нису се квалификовали | 24 / 33              |                      |              |        |
| Хорхе Фернандез              | Бацање диска  | 66,50        | 60,60         | 14. у гр. Б   | Нису се квалификовали | 25 / 32              |                      |              |        |

### Жене
| Атлетичарка                                                       | Дисциплина    | Лични рекорд | Квалификације   | Квалификације | Полуфинале            | Полуфинале   | Финале                | Финале       | Детаљи |
| Атлетичарка                                                       | Дисциплина    | Лични рекорд | Резултат        | Место         | Резултат              | Место        | Резултат              | Место        | Детаљи |
| ----------------------------------------------------------------- | ------------- | ------------ | --------------- | ------------- | --------------------- | ------------ | --------------------- | ------------ | ------ |
| Роксана Гомез                                                     | 400 м         | 51,46        | 51,85 (.841) кв | 6. у гр. 4    | 51,56 ЛРС             | 6. у гр. 2   | Нису се квалификовале | 12 / 47 (48) |        |
| Росе Мари Алманза                                                 | 800 м         | 1:57,70      | 2:03,42 КВ      | 2. у гр. 6    | 2:01,18               | 4. у гр. 2   | Нису се квалификовале | 8 / 45 (47)  |        |
| Зуриан Ечавариа                                                   | 400 м препоне | 55,00        | 55,36 КВ        | 2. у гр. 3    | 55,03 (.023)          | 4. у гр. 1   | Нису се квалификовале | 9 / 36 (39)  |        |
| Зуриан Ечавариа Росе Мари Алманза Адријана Родригез Роксана Гомез | 4 х 400 м     | 3:23,21 НР   | 3:29,84 НРС     | 6. у гр. 2    |                       |              | Нису се квалификовале | 13 / 15 (16) |        |
| Јарислеј Силва                                                    | Скок мотком   | 4,91 НР      | 4,60 КВ         | 3. у гр. Б    | 4,70                  | 11 / 31 (32) |                       |              |        |
| Адријана Родригез                                                 | Скок удаљ     | 6,70         | 6,39            | 13. у гр. А   | Нису се квалификовале | 25 / 31      |                       |              |        |
| Liadagmis Povea                                                   | троскок       | 14,77        | 13,55           | 11. у гр. А   | Нису се квалификовале | 15 / 26 (28) |                       |              |        |
| Денија Кабаљеро                                                   | Бацање диска  | 70,65        | 65,86 КВ        | 2. у гр Б     | 68,44                 |              |                       |              |        |
| Јаиме Перез                                                       | Бацање диска  | 69,39        | 67,78 КВ        | 1. у гр. А    | 69,17                 |              |                       |              |        |
| Мелани дел Пилар Матхеус                                          | Бацање диска  | 60,47        | 52,52           | 13. у гр. А   | Није се квалификовала | 27 / 29 (30) |                       |              |        |